# Džengdžov
Džengdžov poenostavljeno kitajsko: 郑州; tradicionalno kitajsko: 鄭州; pinjin: Zhèngzhōu), alternativno romanizirano kot Čengčov je glavno mesto province Henan na Kitajskem. Je v severnem Henanu in je eno od devetih nacionalnih osrednjih mest na Kitajskem, ter služi kot politično, gospodarsko, tehnološko in izobraževalno središče province. Metropolitansko območje Džengdžov (vključno s Kaifengom) je osrednje območje ekonomske cone Centralne planote.
Mesto leži na južnem bregu Rumene reke. Džengdžov je pomembno središče kitajskega domačega in mednarodnega prometnega omrežja; na primer, povezan je z Evropo in ima mednarodno letališče. Džengdžov je nacionalno civilizirano mesto in znano zgodovinsko in kulturno mesto, ki je na državnem seznamu. Od leta 2020 sta v Džengdžovu dve lokaciji svetovne kulturne dediščine. Borza blaga Džengdžov (ZCE) je prva kitajska terminska borza. Ekonomska cona letališča Džengdžov je prva kitajska ekonomska cona letališča.
Po kitajskem popisu prebivalstva leta 2020 je imelo mesto na ravni prefekture 12.600.574 prebivalcev, od katerih jih je 10.260.667 živelo v njegovem pozidanem (ali metropolitanskem) območju, ki ga sestavlja 6 mestnih okrožij ter okrožje DŽongmu, mesta Šindženg in Šingjang, ki so zdaj večinoma v somestju. Mesto je imelo leta 2018 skupni BDP 1014 mrd (RMB). Veliki Džengdžov je bil v poročilu Economist Intelligence Unit iz julija 2012 imenovan za eno od 13 nastajajočih velemest na Kitajskem, leta 2017 pa ga je centralna vlada v Pekingu uradno imenovala za osmo nacionalno centralno mesto.
Džengdžov je pomembno mesto za znanstvene raziskave in se uvršča med 100 najboljših mest na svetu, kot jih spremlja Nature Index. V mestu je več ključnih nacionalnih univerz na Kitajskem, med drugim Univerza Džengdžov, Univerza Henan, Kmetijska univerza Henan, Univerza kitajske medicine Henan in Tehnološka univerza Henan.

## Zgodovina
Dinastija Šang je v Džengdžovu ustanovila Aodu (隞都) ali Bodu (亳都). To prazgodovinsko mesto je bilo zapuščeno kot ruševine že dolgo pred prvim kitajskim cesarjem leta 260 pr. n. št. Od leta 1950 arheološke najdbe v obzidanem mestu v vzhodnem Džengdžovu dokazujejo naselbine dinastije Šang na tem območju okoli leta 1600 pr. n. št. Zunaj tega mesta so odkrili ostanke velikih javnih zgradb in kompleks majhnih naselij. Najdišče se na splošno identificira s prestolnico Šang, Ao, in je ohranjeno v spomeniku Ruševine dinastije Šang v okrožju Guančen.
Šangi, ki so zaradi pogostih naravnih nesreč nenehno selili svojo prestolnico, so Ao zapustili okoli 13. stoletja pr. n. št. Kljub temu je najdišče ostalo naseljeno; odkrili so tudi grobnice dinastije Džov (po letu 1050 pr. n. št.). Legenda pravi, da je najdišče v obdobju zahodnega Džova (1111–771 pr. n. št.) postalo fevd družine z imenom Guan. Iz tega izhaja ime, ki ga okrožje (kitajsko šjan) nosi od poznega 6. stoletja pred našim štetjem – Guančeng (mesto Guana). Mesto je prvič postalo sedež prefekturne uprave leta 587, ko se je poimenovalo Guandžov. Leta 605 se je prvič imenovalo Džengdžov – ime, pod katerim je znano praktično vse od takrat.
Ime Džengdžov izvira iz dinastije Sui (582 n. št.), čeprav je bilo v Čengao, drugem mestu. Vlada se je v sočasno mesto preselila med dinastijo Tang. Največji pomen je doseglo pod dinastijami Sui (581–618 n. št.), Tang (618–907) in zgodnjo Song (960–1127), ko je bilo to končna postaja kanala Novi Bian, ki se je na severozahodu povezoval z Rumeno reko. Tam, na mestu, imenovanem Hejin, je bil ustanovljen obsežen kompleks žitnic za oskrbo prestolnic Luojang in Čangan na zahodu ter obmejne vojske na severu. V obdobju Song pa je selitev prestolnice proti vzhodu v Kaifeng Džengdžovu odvzela velik del njegovega pomena.
Leta 1903 je v Džengdžov prispela železnica Peking-Hankou, leta 1909 pa je prva faza železnice Longhai zagotovila povezavo vzhod-zahod s Kaifengom in Luojangom; kasneje je bila podaljšana proti vzhodu do obale pri Lianjungangu, Džjangsu, in proti zahodu do Šjana (Čangana), Šaanšija, pa tudi do zahodnega Šaanšija. Džengdžov je tako postal pomembno železniško vozlišče in regionalno središče za bombaž, žito, arašide in druge kmetijske pridelke. V začetku leta 1923 se je v Džengdžovu začela delavska stavka, ki se je razširila vzdolž železniške proge, preden je bila zatrta; 14-nadstropni dvojni stolp v središču mesta obeležuje stavko. 10. junija 1938 je Čjang Kajšekova nacionalna revolucionarna armada odprla nasipe, ki so zadrževali Rumeno reko pri Huajuankouju med Džengdžovom in Kaifengom, da bi zajezila val japonskih vdorov; vendar je posledična poplava Rumene reke leta 1938 ubila tudi več sto tisoč Kitajcev.
Džengdžov ima tudi tovarno za popravilo lokomotiv in železniškega voznega parka, tovarno za montažo traktorjev in termoelektrarno. Industrijska rast mesta je povzročila veliko povečanje prebivalstva, predvsem industrijskih delavcev s severa. Projekt preusmeritve vode in črpališče, zgrajeno leta 1972, sta zagotovila namakanje okoliške pokrajine. Mesto ima kmetijsko univerzo.
Julija 2021 so rekordne poplave razselile več kot milijon ljudi in najmanj 300 ljudi je umrlo.

## Geografija
Džengdžov, ki leži severno od središča province in južno od Rumene reke, meji na Luojang na zahodu, Džjaozuo na severozahodu, Šinšjang na severovzhodu, Kaifeng na vzhodu, Šučang na jugovzhodu in Pingdingšan na jugozahodu. Džengdžov, ki se znotraj svojih upravnih meja na splošno spušča od zahoda proti vzhodu, leži v prehodnem območju med Severnokitajsko nižino na vzhodu ter gorama Song in Šjonger na zahodu, ki sta del širšega gorovja Činling. Središče mesta leži južno od srednjega toka Rumene reke, kjer se njena dolina širi v veliko ravnino. Džengdžov je na križišču poti sever-jug, ki obdaja gorovje Taihang in gorovje zahodnega Henana. Prefektura se razteza od 34° 16' do 34° 58' severne zemljepisne širine in od 112° 42' do 114° 14' vzhodne zemljepisne dolžine, s skupno površino 7567 kvadratnih kilometrov, vključno z metropolitanskim območjem, ki obsega 1.284,89 km2, in mestnim središčem, ki zavzema 709,69 kvadratnih kilometrov.
- Reka Džjalu, pritok reke Huai, teče skozi Džengdžov
- Longzihu območje
- Med nebom in zemljo avtorja Christiana de Vietrija

Odsek Rumene reke teče ob severnih robovih mestnega območja in se razteza 150,4 km znotraj prefekture Džengdžov. Vendar pa je reka Džjalu, sekundarni pritok reke Huai, glavna mestna reka in poplavni kanal Džengdžova. Džjalu vstopa v Džengdžov iz Šinmija na jugozahodu in se znotraj mesta obrne proti jugovzhodu. Nad zahodnima okrožjema Gongji in Dengfeng se dvigajo gore, medtem ko je najvzhodnejše okrožje Džongmu prostrana, rodovitna poplavna ravnica, okrožja vmes pa so hribovita prehodna območja.

### Podnebje
Džengdžov ima monsunsko, štiriletno vlažno subtropsko podnebje (Köppnova podnebna klasifikacija Cwa), s hladnimi, suhimi zimami in vročimi, vlažnimi poletji. Pomlad in jesen sta suhi in nekoliko krajši prehodni obdobji. Mesto ima letno povprečno temperaturo 15,4 °C, pri čemer se mesečna 24-urna povprečna temperatura giblje od 1,0 °C v januarju do 27,8 °C v juliju. Obdobje brez zmrzali traja povprečno 220 dni. Ekstremne temperature od leta 1951 so se gibale od -17,9 °C 2. januarja 1955, 27. decembra 1971 in 1. februarja 1990 do 43,0 °C 19. julija 1966.
Padavine so predvsem posledica monsunskega ciklona poleti; pozimi, ko zaradi sevalnega hlajenja z dlje na severu prevladuje obsežni sibirski ciklon, območje prejme malo padavin. V poletni sezoni mesto pogosto prizadenejo tudi tropske depresije, ki prinašajo dodatne količine dežja. Letna količina padavin je približno 630 milimetrov. Z mesečnim odstotkom možnega sončnega obsevanja od 37 odstotkov v januarju do 49 odstotkov v aprilu in maju mesto prejme 1905 sončnih ur na leto, kar je približno 43 % možnega skupnega števila.

### Poplava 2021
20. julija 2021 se je »najmočnejše deževje, kar jih je bilo kdaj zanesljivo zabeleženih na Kitajskem, zrušilo kot kilometrski slap nad mestom Džengdžov in ubilo najmanj 300 ljudi, vključno s 14, ki so se utopili v predoru podzemne železnice.« Čeprav je bil dan pred poplavo izdan izredni alarm, so podjetja in podzemne železnice ostale odprte. Od 16. do 17. ure 21. julija je padlo 7,95 palcev dežja. Porušen podporni zid je omogočil, da je voda vtekla v predore podzemne železnice. »Zdi se, da kitajska vlada zdaj priznava napačne korake lokalnih uradnikov, pa tudi možnost, da bodo hudi vremenski dogodki postali vse pogostejši.«

## Uprava in demografija
Džengdžov je razdeljen na 6 urbanih okrožij, 5 mest na ravni okrožja in 1 okraj. Te podrazdelitve se bodo v bližnji prihodnosti verjetno znatno spremenile zaradi vse hitrejšega širjenja mest in urbanističnega načrtovanja.
Občina je imela 8.626.505 prebivalcev (popis prebivalstva 2010) in 6,35 milijona prebivalcev na svojem poseljenem območju, ki ga sestavlja 6 mestnih in primestnih okrožij, mesti šjngyang in Šindženg ter zdaj okrožje Džongmu, ki je večinoma urbanizirano, zaradi česar je mesto eno glavnih poseljenih območij province.

## Glavne znamenitosti
Džengdžov je bil glavno mesto Kitajske v času dinastije Šang. Deli mestnega obzidja iz obdobja Šang, zgrajenega pred 3600 leti, so še vedno ohranjeni v središču mesta Džengdžov. Mesto ohranja bogato kulturno dediščino, ki odraža njegovo zgodovino in kulturo province Henan. Konfucijev tempelj v Džengdžovu, prvotno zgrajen v času vzhodne dinastije Han pred 1900 leti, je eden najstarejših konfucijanskih templjev na Kitajskem. Med drugimi pomembnimi arhitekturnimi znamenitostmi v središču mesta sta tempelj mestnega boga in Spominski stolp Erči.
Ena mednarodno znanih turističnih znamenitosti je Samostan Šaolin (少林寺), ki stoji v Dengfengu, približno 90 kilometrov jugozahodno od središča mesta Džengdžov (1,5 ure vožnje z avtobusom). Samostan Šaolin ni znan le kot eno najpomembnejših budističnih svetišč na Kitajskem, temveč tudi kot starodavno središče kitajskega kung fuja. Samostan Šaolin in njegov znameniti gozd pagod sta bila leta 2010 vpisana na seznam svetovne dediščine UNESCO.
Muzej Henan je eden najpomembnejših muzejev na Kitajskem. Ima zbirko več kot 130.000 kulturnih predmetov, vključno z razstavami od prazgodovine (kot so fosili dinozavrov in prazgodovinski človeški ostanki) do sodobne dobe.
Najbolj razvito in moderno območje Džengdžova je novo območje Džengdong, ki je v vzhodnem delu mesta. Tukaj so nekateri najvišji nebotičniki v mestu, vključno z 280 metrov visokim trgom Džengdžov Greenland Plaza ("Velika koruza"), ki je ena najvidnejših znamenitosti v Džengdžovu in stolpa dvojčka Džengdžov Greenland Central Plaza (285 metrov), ki sta trenutno najvišja nebotičnika v mestu. Najvišja stavba je 388 metrov visok stolp Džongjuan, ki je ob cesti Hanghai East Road na jugu novega območja Džengdong. Uporablja se kot televizijski stolp z vrtečo se restavracijo in razgledno ploščadjo. Stolp je med najvišjimi stolpi na svetu.
Glavne znamenitosti Džengdžova so:
- Gora Song (UNESCO Global Geopark)
- Samostan Šaolin in gozd pagod (UNESCO svetovna dediščina)
- Observatorij Dengfeng (UNESCO svetovna dediščina)
- Pagoda Songjue (UNESCO svetovna dediščina)
- Slikovito območje Rumene reke
- Dahuting, grobnice dinastije Han
- Mavzoleji dinastije Song
- Dvorec Kang Baivan
- Rojstni kraj Rumenega cesarja
- Spominski stolp Erči
- Muzej Henan
- Stolp Džongjuan
- Mesto Džengdžov Šang

- Muzej Henana
- Shaolin Temple (rojstni kraj kitajskega kung fuja)
- Pagoda gozd pri Shaolin Temple (zgodovinsko najdišče)
- Kipi cesarja Yan in Rumenega cesarja v Zhengzhou slikovitem območju Rumene reke
- Freske poslikave iz dinastije Han
- Mavzoleji dinastije Song (zgodovinsko najdišče)
- Dvorec Kang Baiwan (zgodovinsko najdišče)

## Gospodarstvo
Džengdžov je skupaj s Šjanom, Čengdujem, Čongčingom in Vuhanom med gospodarsko najpomembnejšimi mesti v notranjosti Kitajske. Džengdžov je gospodarsko središče province in okoliških območij, kot sta jugovzhodni Šanši in jugozahodni Šandong. Zaradi svoje strateške lege na enem najbolj naseljenih območij na svetu (samo v Henanu živi skoraj 100 milijonov ljudi) in v kitajskem železniškem, cestnem in letalskem prometnem omrežju Džengdžov vse bolj privablja domače in mednarodne naložbe ter migrante iz drugih območij, zaradi česar se mesto spreminja v eno največjih gospodarskih središč na Kitajskem. Leta 2018 je skupni BDP Džengdžova znašal 1020 milijard juanov, kar je 17. mesto na Kitajskem. Leta 2021 je skupni BDP znašal 1269,1 milijarde juanov, kar je 16. mesto na Kitajskem.
Do konca leta 2006 je imel Džengdžov skupno več kot 7 milijonov prebivalcev, od tega jih je 2,88 milijona živelo na podeželju. Njegovi glavni proizvodi vključujejo jabolka, pavlovnijo, tobak, koruzo, bombaž in pšenico. Poleg tega prideluje tudi krapa iz Rumene reke, lubenice, žižulo, posušene kakije, granatno jabolko in česen, ki so vse specialitete, ki jih zunaj regije redko najdemo.
Džengdžov in okolica imata velike zaloge premoga in drugih mineralov. Premogovništvo in proizvodnja električne energije sta tradicionalno pomembna v lokalnem gospodarstvu.
Od leta 1949 eno glavnih industrijskih mest v Ljudski republiki Kitajski. Glavna industrija mesta je tekstilna industrija. Drugi industrijski izdelki vključujejo traktorje, lokomotive, cigarete, gnojila, predelano meso, kmetijske stroje in električno opremo. V zadnjih letih hitro rastejo tudi nekatera visokotehnološka podjetja na področju novih materialov, elektronike in biotehnologije, zlasti v visokotehnološkem industrijskem parku na severozahodu mesta.

## Izobraževanje in znanost
Džengdžov je pomembno mesto za znanstvene raziskave in se je leta 2024 uvrstil med 100 najboljših mest na svetu, kot jih spremlja Nature Index. Univerze v mestu so:
- Univerza Džengdžov
- Univerza Henan (kampus ob jezeru Longzi)
- Kmetijska univerza Henan
- Tehnološka univerza Henan (nekdanji Tehnološki inštitut Džengdžov)
- Univerza za finance in ekonomijo Henan
- Tehnološki inštitut DŽongjuan
- Univerza lahke industrije Džengdžov
- Inštitut za upravljanje letalske industrije Džengdžov
- Severnokitajski inštitut za varčevanje z vodo in hidroelektrarne
- Univerza tradicionalne kitajske medicine Henan
- Telesna univerza Henan (河南纺织专科学校)
- Normalna univerza Džengdžov
- Tehnološki inštitut Džengdžov (nekdanja Univerza Džengdžov, ne smemo zamenjevati z Univerzo Henan Tehnologija)
- Henanski Inštitut za arhitekturno tehnologijo (河南建筑职业技术学院)